# 콘처터 페럴
컨차타 페럴(Conchata Ferrell, 영어 발음: /kənˈtʃɑːtə/, 1943년 3월 28일 ~ 2020년 10월 12일)은 미국의 배우이다. 《L.A. 로》와 《두 남자와 1/2》을 통해 프라임타임 에미상에 세 차례 후보로 올랐다.

## 출연 작품
- 액스 머더스 오브 빌리스카 (2016)
- 크람푸스 (2015)
- 위신 앤 호핀 (2014)
- 프랑켄위니 (2012)
- 카블루이 (2007)
- 서바이빙 에덴 (2004)
- 미스터 디즈 (2002)
- 스트레인저 인사이드 (2001)
- 케이 팩스 (2001)
- 살인을 꿈꾸는 아이들 (2000)
- 에린 브로코비치 (2000)
- 터치 (1997)
- 프리웨이 (1996)
- 프레지던트 (1996)
- 사무라이 카우보이 (1993)
- 가족의 기도 (1993)
- 하늘과 땅 (1993)
- 트루 로맨스 (1993)
- 황금 사슬 (1991)
- 배반의 묘략 (1990)
- 가위손 (1990)
- 사랑의 동물원 (1989)
- 굿바이, 미스 4th 오브 줄라이 (1988)
- 네트워크 (1976)
- A Death in Canaan (1978)
- 하트랜드 (1979)
- 위대한 승리 (1982, Life of the Party: The Story of Beatrice)
- 나디아 (1983)
- North Beach and Rawhide (1985)
- 달리는 뜨거운 강 (1986, Where the River Runs Black)
- 미혼모 (1988)
- 미스틱 피자 (1988)

### 텔레비전
- 사랑의 유람선 (1979)
- Knots Landing (1980)
- L.A. 로 (1988, 1991-92)
- 프렌즈 (1999)
- 두 남자와 1/2 (2003-15)